# 7529 Vagnozzi
7529 Vagnozzi (1994 BC) là một tiểu hành tinh vành đai chính.